# 24666 Miesvanrohe
24666 Miesvanrohe (1988 RZ3) là một tiểu hành tinh vành đai chính được phát hiện ngày 8 tháng 9 năm 1988 bởi F. Borngen ở Tautenburg.